# Open Hydro plimna turbina
Open Hydro plimna turbina je posebna vrsta turbine koja iskorištava energiju plime i oseke za proizvodnju električne energije. Izgradila ju je Open Hydro tvrtka, smještena u Dublinu, i 2006.godine postavljena je na testni položaj. Ova turbina bila je prva plimna turbina razvijena u Europskom morskom energetskom centru (EMEC). Prva je povezana na mrežu i proizvodila je električnu energiju iz energije plime i oseke za nacionalnu mrežu Ujedinjenog Kraljevstva. Njezinom instalacijom uspješno je demonstrirana metoda sigurne i ekonomične instalacije turbina izravno na morsko dno. Vizija tvrtke jest izgraditi polja plimnih turbina ispod razine mora koje će nečujno i nevidljivo proizvoditi električnu energiju bez štetnih utjecaja na okoliš.

## Povijest
Iskorištavanje energije plime i oseke nipošto nije novi koncept. Naime, postoje dokazi da su mlinovi na plimu i oseku, nalik branama, bili u upotrebi još u doba starih Rimljana. Ti su mlinovi iskorištavali energiju plime i oseke zarobljavajući vodu u spremnicima tijekom plime i zatim puštajući vodu da izađe preko vodenog kola kada dođe oseka.Vodena kola pružala su mehaničku snagu za mljevenje žitarica.
Radeći na istom principu kao Rimski mlinovi (koncept brane), ovakvi tipovi elektrana koriste masivne turbine koje mogu proizvesti snagu i do 10MW. 

## Problemi plimnih turbina

### Ekološki problemi
Energija proizvedena standardnim plimnim turbinama je obnovljiva i čista, ne uzrokuje emisiju plinova koji rezultiraju globalnim zatopljenjem i kiselim kišama, međutim postoje drugi neizbježni problemi. Mijenjanje plimnih tokova uništavanjem zaljeva ili  estuarija  može rezultirati negativnim utjecajem na vodeni i priobalni ekosustav. Nekoliko istraživanja provedenih s ciljem utvrđivanja ekoloških utjecaja elektrana na plimu i oseku pokazalo je da je svako pojedino područje različito i da utjecaju uvelike ovise o geografiji prostora. Primjerice, lokalna plima i oseka nije se značajno promijenila pod utjecajem brane La Rance, no to nije univerzalan slučaj. Procijenjeno je da je u zaljevu Fundy utjecaj brane na smanjenje lokalne plime od oko 15cm.

### Ekonomski problemi
Tehnologija potrebna za iskorištavanje energije plime i oseke dobro je razvijena, ali glavna barijera povećanju broja ovakvih tipova elektrana jesu konstrukcijski troškovi. Iznosi početnih ulaganja su vrlo visoki, a period izgradnje postrojenja može trajati i do 10 godina stoga je cijena proizvedene električne energije veoma ovisna o zahtijevanoj rati povrata kredita od strane banke. Tehnologija korištena za pretvorbu energije plime i oseke u električnu slična je tehnologiji korištenoj u tradicionalnim hidroelektranama. Prvo je potrebno izgraditi prepreku odnosno branu preko zaljeva ili estuarija. Izgradnja brane je skup proces,a duž brane je potrebno ugraditi turbine i izlaze. Također, dnevni rad ograničen je na 10 sati koliko je vrijeme izmjene plime i oseke i potrebna visina izmjene je minimalno 7m. Sve ovo dovodi nas do problema neisplativosti koji se nastoji riješiti novim, drugačijim tehnologijama. 

## Rješenje - OpenHydro turbina
Open Hydro turbine došle su kao jedna od mogućnosti rješenja ekoloških i ekonomskih problema vezano za dobivanje energije iz plime i oseke. Ove turbine smještene su ispod površine vode gdje koriste energiju toka vode koji je posljedica periodičkog podizanja i spuštanja razine mora. Pošto je utjecaj na tok oko turbine minimalan i nema potrebe za značajnim građevinskim radovima kao što je to slučaj kod izgradnje brana i spremnika, ovo rješava mnoge ekološke probleme. U slučaju Open Hydro tehnologije, niti jedan dio infrastrukture nije vidljiv iznad razine mora. 

### Građa turbine
Open Hydro turbina je uređaj s horizontalnom osi, sastoji se od dva čelična stupa spojena na mrežu i utisnuta u morsko dno. Na stupovima se nalazi platforma koja pruža radni prostor. Turbina promjera 6 metara pričvršćena je za stupove pomoću dva čelična prstena, što omogućava spuštanje jedinice u more koristeći po jedno hidraulično vitlo nosivosti 15 tona sa svake strane. Ne postoji potreba za zupčanim prijenosnikom ili drugim složenim komponentama koje zahtijevaju redovitu intervenciju. Uređaj je temeljen na filozofiji od nula održavanja između remonta. Turbina je proizvedena od kombinacije staklom ojačanog kompozita i čelika. Turbina koristi generator s permanentnim magnetom, s magnetima montiranom oko vanjske strane rotora i električnim namotima smještenim u potpornoj strukturi. Nikakva priprema morskog dna nije potrebna i čitav sustav je moguće postaviti unutar jedne izmjene plime i oseke. Turbina ne zahtjeva korištenje štetnih sredstava za podmazivanje jer morska voda služi kao mazivo.
Za izgradnju turbine potrebno je zadovoljiti mnoštvo uvjeta:  
1. hidrodinamički uvjeti
2. stanje morskog dna
3. ekosustav morskog dna
4. postavljanje, rad i održavanje turbine te minimalan utjecaj na okoliš
5. pristup mreži i veza s kopnom.

Open Hydro turbina na nekoliko načina smanjuje rizike za sve oblike morskog života: lopatice rotora koje su pričvršćene unutar vanjskog kućišta i šuplje središte velikog promjera koje omogućava životinjama bezopasan prolaz kroz turbinu. 

### Princip rada turbine
Električna energija proizvodi se pomoću kinetičke energije vode pri čemu brzina protoka vode i volumen vode koja prolazi kroz turbinu moraju biti dovoljni da pokrenu rotaciju turbine koja onda pokreće generator. U standardnim elektranama na plimu i oseku za povećanje volumena vode i kinetičke energije vode koriste se brane. Brane sakupljaju vodu i pomoću visinske razlike stvaraju dovoljno kinetičke energije za pokretanje turbine. Kod Open Hydro turbine tu ulogu imaju plima i oseka. Turbine s horizontalnom osi imaju sličan princip rada kao vjetroturbine. Turbina se postavi u vodu i protok vode, u ovom slučaju uzrokovan plimom i osekom, uzrokuje rotaciju rotora oko horizontalne osi i time proizvodnju energije. Što je veća visinska razlika između plime i oseke, to je veći volumen i brzina strujanja vode, a samim time i brža rotacija turbine što ima za posljedicu veću proizvodnju električne energije. 

## Matematički izrazi za snagu trubine
Navedene turbine na plime i oseku rade prema sličnom principu kao i vjetroturbine stoga se na njih mogu primijeniti i slične matematičke jednadžbe za proračun snage turbine, učinkovitosti i slično. Snaga vjeroturbine može biti određena na nekoliko načina, no najčešće se za njeno izračunavanje koristi kinetička energija :
{\displaystyle Ekin=1/2V\cdot \rho \cdot v^{2}}
gdje je:  
- {\displaystyle V}- volumen ( {\displaystyle m^{3}} )
- {\displaystyle \rho }- gustoća ( kg/{\displaystyle m^{3}})
- {\displaystyle v}- brzina gibanja ( m/s ).

Snaga vjetra (ili nekog drugog fluida) se dobije kao:  {\displaystyle P={\frac {Ekin}{\bigtriangleup t}}={\frac {\bigtriangleup V\cdot \rho \cdot v^{2}}{2\bigtriangleup t}}={\frac {\rho \cdot A\cdot v^{3}}{2}}}
gdje je: 
- {\displaystyle V}- volumen fluida koji prolazi kroz turbinu
- {\displaystyle \rho }- gustoća fluida
- {\displaystyle \upsilon }- brzina
- {\displaystyle A}- površina rotora vjetroturbine ({\displaystyle m^{2}})
- {\displaystyle t}- vrijeme (s).

Iz snage je moguće dobiti bezdimenzijski koeficijent učinka {\displaystyle c_{p}}, {\displaystyle c_{p}={\frac {P_{eff}}{P}}}, koji nam govori o učinkovitosti stroja gdje  {\displaystyle P_{eff}} predstavlja efektivnu snagu stroja, a računa se prema formuli: {\displaystyle P_{eff}=P_{1}-P_{2}={\frac {\bigtriangleup V\cdot \rho }{2\bigtriangleup t}}\cdot (v_{1}^{2}-v_{2}^{2})} s prethodno navedenim veličinama.

## Prednosti Open Hydro turbine
Kako je već ranije navedeno, Open Hydro turbina ima nekolicinu prednosti naspram klasičnih elektrana na plimu i oseku. Neke od prednosti su: 
1. manji troškovi investicije
2. mali utjecaj na okoliš
3. jednostavno održavanje i postavljanje
4. sigurna za morski svijet.

## Zaključak
Plima i oseka su ogroman i besplatan izvor energije koji se mora na pravi način iskoristiti. Dosadašnja tehnologija imala je velik utjecaj na okoliš i zahtijevala je velika početna ulaganja u izgradnju stoga je Open Hydro turbina predstavila jednostavniji, efikasniji i ekološki prihvatljiviji način pretvorbe energije plime i oseke u električnu energiju. 